# 阿比蒂比-泰米斯卡曼格区

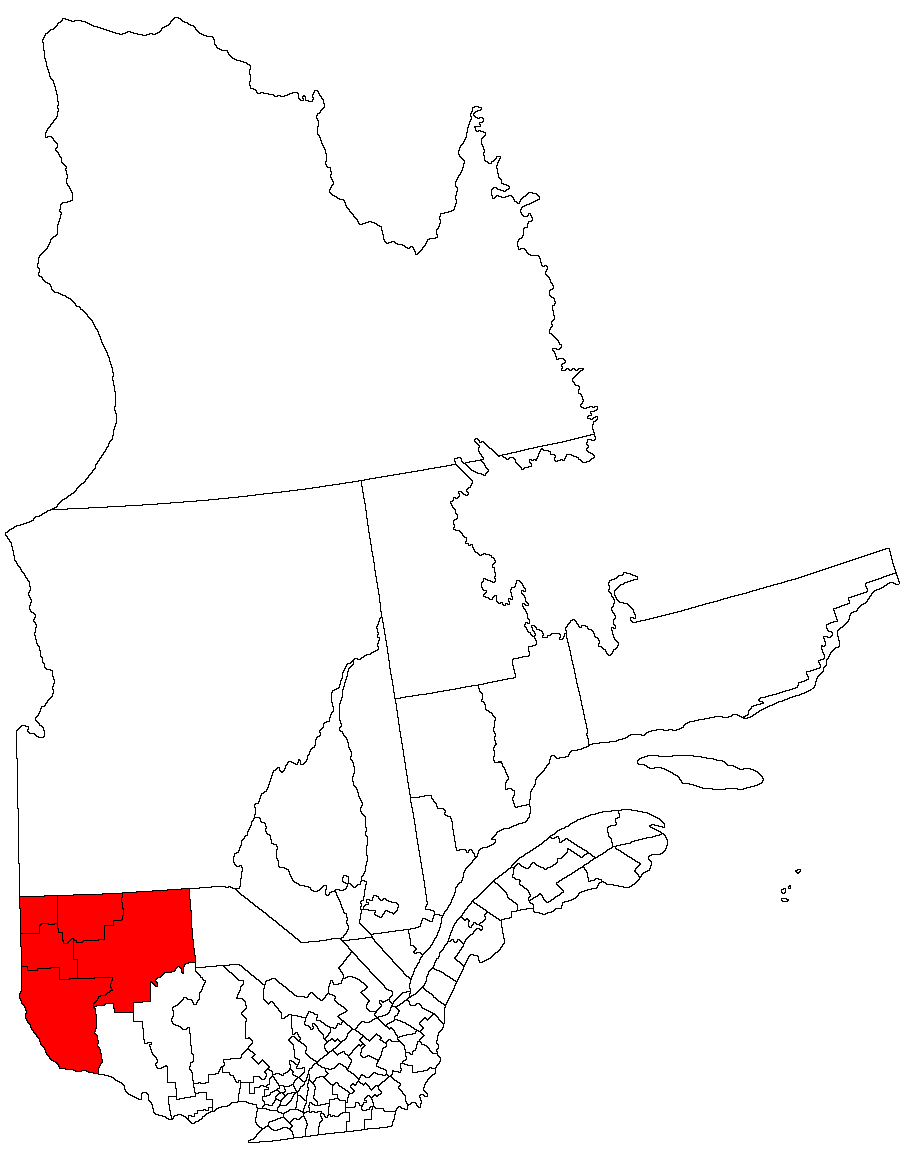
Map of Quebec showing Abitibi-Témiscamingue

阿比蒂比-泰米斯卡曼格（法語：Abitibi-Témiscamingue，發音：[abitibi temiskamɛ̃ɡ] ⓘ）位于魁北克省最西部，紧邻安大略省，以林业、采矿业闻名。面积57,340平方公里，人口14.4835万（2006年），下辖4个县，6个印第安保留地，总计79个城镇。